# Roberto Pinotti
Pour les articles homonymes, voir Pinotti.
Roberto Pinotti (né à Venise en 1944) est un sociologue, journaliste et écrivain italien. Il est également réputé pour ses recherches dans le domaine de l’ufologie.
Diplômé en science politique à l’université de Florence, où il étudia avec Giovanni Sartori et Luciano Cavalli, il poursuivit une carrière militaire comme officier de la III Brigata Missili. Il fit ses débuts journalistiques auprès de Rivista Aeronautica (en français : Revue aéronautique) de l’armée de l’air italienne.
Depuis 1960, il étudie les cas documentés d’objets volants non identifiés. Durant sa carrière militaire, il remarqua avec étonnement un grand nombre de signaux radars considérés comme inexplicables, qu’il estima pouvoir être reliés à de possibles repérages d’ovnis sur le terrain. Dans les années 1980 il collabore avec l’astronome et ufologue américain J. Allen Hynek.
Il fut membre du Groupe d'étude des phénomènes aérospatiaux non-identifiés et il organisa le premier Symposium international sur les ovnis, pour le compte de la république de Saint-Marin. Pinotti est par ailleurs l’un des consultants internationaux pour le groupe de recherche SETI et il a proposé quelques règles de conduites internationales en cas de premier contact avec des formes de vie extraterrestres intelligentes.
Pinotti est président du CUN, le Centro Ufologico Nazionale (en français : Centre national italien d’études des ovnis), une institution privée basée à Florence. Il est également directeur de la revue mensuelle UFO Notiziario (en français : Bulletin d’information ovni), publié par le CUN.

## Étudesufologiques
Pinotti est un fervent partisan de l'origine extra-terrestre des ovnis (hypothèse parfois abréviée ETH pour Extra-Terrestrial Hypothesis). Sur le quatrième de couverture de son livre UFO: il fattore contatto, il indique en effet : « La présence d'intelligences extraterrestres qui rendent périodiquement visite à notre planète est désormais scientifiquement prouvée ».

### Le paradoxe de Fermi et le grand jeu
Le paradoxe de Fermi pose la question suivante : « Si les extra-terrestres existent, pourquoi ne sont-ils pas déjà ici ? ». La réponse de Pinotti est que l’humanité pourrait se trouver dans une sorte de réserve amérindienne, en raison d’un accord appelé en anglais The Big Game (en français Le grand jeu). Cet accord serait conclu secrètement entre les gouvernements de la terre et les supposés extra-terrestres, de façon à ne pas révéler leur existence, ou du moins à ne le faire que graduellement. En tant que sociologue, Pinotti souligne qu’un tel accord pourrait s’expliquer par l’intention d’éviter l’anomie qui pourrait survenir à la suite de la remise en question des valeurs traditionnelles causée par la prise de conscience d’une nouvelle réalité planétaire.
D'autres personnes, tels que Alain Labeque, ont repris cette idée lors de la conférence SETI en 2008. Ceux-ci ont émis l'hypothèse que la Terre était une sorte de « Zoo culturel » surveillé par les extraterrestres,.

### Écrasement supposé d’un ovni en Italie en 1933
En 2000, lors d’un symposium annuel sur les ovnis à Saint-Marin, Pinotti annonça avoir reçu par courrier anonyme des documents, publiés par la suite, à propos d’une supposée archive fasciste sur les ovnis, décrivant un disque volant qui se serait écrasé près de Milan en 1933 (environ 14 années avant l’incident de Roswell), et relatant l’enquête conduite par une commission jusque-là inconnue, nommée Gabinetto RS/33. Cette commission aurait été mandatée par Benito Mussolini et aurait été dirigée par Guglielmo Marconi, prix Nobel de physique. Après l'écrasement, l’astronef aurait été caché dans un hangar à Vergiate. Il n'existe cependant aucune preuve ni de sa présence passée dans ce hangar ni de son transfert présumé dans la zone 51 de l'État du Nevada aux États-Unis.

## Études des prophéties
En 1982, ses activités journalistiques pour le Giornale dei misteri l’amènent à découvrir dans la bibliothèque nationale de Rome un manuscrit illustré des prophéties de Nostradamus, qu’il estime être partiellement inspiré des dessins de Joachim de Flore, et dont quelques illustrations lui semblent prophétiser l'avenir de la papauté.

## Publications
- (it) avec D. Bedini, Oltre la Terra, Mondadori, 1989 (Au-delà de la terre)
- (it) avec M. Blondet, Intelligenze extraterrestri, Mondadori (Arcana), 1988  (Intelligence extra-terrestre)
- (it) Angeli, dei, astronavi: extraterrestri nel passato -  Oscar Mondadori (Saggi), 1991 et 1994. (Anges, dieux et astronautes: Les extra-terrestres du passé)
- (it) avec C. Malanga, UFO: contatto cosmico, Éd. Mediterranee, 1991 (Ovni : Contact cosmique)
- (it) Profezie oltre il 2000 - Oscar Mondadori, 1991  (Prophéties au-delà de l’an 2000)
- (it) B.V.M., Beata Vergine Maria: le manifestazioni mariane in una nuova luce – Oscar Mondadori, 1996. (La vierge Marie, sous un nouveau regard)
- (it) UFO: visitatori da altrove - R.C.S. Bompiani, 1996  (Ovni : Visiteurs de l’au-delà)
- (it) Breve storia degli alieni - R.C.S. Bompiani, 1998  (Une brève histoire des extra-terrestres)
- (it) avec A. Lissoni, Mussolini e gli UFO - Idea Libri, 2001 (Mussolini et les ovnis)
- (it) avec Enrico Baccarini, Italia esoterica, Olimpia, 2004 (Italie ésotérique)
- (it) La guerra di due mondi - Olimpia, 2006  (La guerre de deux mondes)
- (it) La Capitale esoterica: da Roma occulta all'Urbe cosmica - Oscar Mondadori, 2006 (La Capitale ésotérique: de Rome occulte à l'Urbe cosmique)[3].
- (it) UFO: il fattore contatto - Oscar Mondadori, 2007 (Ovni : La question du contact)
- (it) Alieni: un incontro annunciato - Oscar Mondadori, 2009, préface de Giulio Perrone, (Extra-terrestres : une rencontre annoncée)

## Honneur
L'astéroïde (12470) Pinotti porte son nom.

## Sources
- (it) Cet article est partiellement ou en totalité issu de l’article de Wikipédia en italien intitulé « Roberto Pinotti » (voir la liste des auteurs).